# ماري ويتون كالكينز
ماري ويتون كالكينز (بالإنجليزية: Mary Whiton Calkins)‏، ولدت في 30 مارس 1863 وتوفيت في 26 فبراير 1930، هي فيلسوفة وعالمة نفس أمريكية. وأول امرأة تتولى منصب رئيس جمعية علم النفس الأمريكية والجمعية الفلسفية الأمريكية.

## الخلفية
وُلدت ماري ويتون كالكينز في 30 مارس 1864 في هارتفورد، بولاية كونيتيكت؛ وكانت كبرى خمسة أطفال. والداها وولكوت وشارلوت ويتون كالكينز. انحدرت ماري من عائلة متماسكة جدًا ويُقال إن حياتها الشخصية تمحورت حولهم. انتقلت مع عائلتها إلى نيوتن، ماساتشوستس في عام 1880 لتعيش هناك لبقية حياتها؛ وبدأت تعليمها هناك أيضًا. انتقلت عائلتها من نيويورك إلى ماساتشوستس لأن والدها، الذي كان قسًا مشيخيًا، حصل على وظيفة جديدة هناك. قام والد ماري بدور فعال في الإشراف على تعليم أطفاله، وعندما تخرجت من المدرسة الثانوية، كان قد خطط لدراساتها لتتمكن من الالتحاق بالجامعة. في عام 1882، التحقت كالكينز بكلية سميث كطالبة جامعية. درست ذاك العام، ولكن في عام 1883 وبعد وفاة أختها، أوقفت دراستها في الجامعة لمدة عام ودرست لوحدها. تلقت فترة إيقاف جامعتها دروسًا تعليمية خصوصية في اللغة اليونانية. وخلال هذا العام، قامت أيضًا بتدريس اثنين من إخوانها ودراسة اللغة اليونانية. ثم عادت إلى كلية سميث في عام 1884 لتتخرج بتخصص الأدب الكلاسيكي والفلسفة.
فور التخرج، سافرت كالكينز وعائلتها برحلة لمدة ثمانية عشر شهرًا إلى أوروبا واستطاعت كالكينز استكشاف لايبزيغ وإيطاليا واليونان. بصفتها مختصة في الأدب الكلاسيكي، استغلت كالكينز الفرصة وقضت عدة أشهر في التجول ودراسة اليونانية الحديثة والأدب الكلاسيكي. حين عادت إلى ماساتشوستس، أعدّ والدها مقابلة مع رئيس كلية ويلسلي، وهي كلية خاصة بالنساء، للحصول على وظيفة تدريس في قسم اللغة اليونانية. عملت كمدرّسة خاصة ولاحقًا كمعلّمة في قسم اللغة اليونانية لثلاث سنوات. لاحظت أستاذة في قسم الفلسفة تعليم كالكينز الممتاز وعرضت عليها منصب لتدريس موضوع علم النفس، والذي كان موضوعًا جديدًا في مقرر قسم الفلسفة. قبلت كالكينز العرض على أمل أن تتمكن من دراسة علم النفس لعام واحد.
وُلدت كالكينز في عهدٍ أُعطِيت فيه النساء المزيد من الفرص، مثل فرصة الانضمام للجامعة والتدريس في الكليات. ورغم ذلك، عانت من بعض المعارضة وعدم المساواة في مهنتها. لم تكن هناك خيارات كثيرة للنساء الطامحات في الحصول على شهادة في علم النفس. تأملت كالكينز في برامج علم النفس في جامعة ميشيغان (مع جون ديوي)، وجامعة ييل (مع جورج ترمبل لاد)، وجامعة كلارك (مع غرانفيل ستانلي هول)، وجامعة هارفارد (مع ويليام جيمس). وأبدت اهتمامها بالدراسة في بيئة مخبرية، وكانت الجامعات الوحيدة بتلك المواصفات آنذاك هي كلارك وهارفارد. ولقرب جامعة هارفارد من منزلها في نيوتن، سعت كالكينز إلى نيل القبول فيها. لم تسمح هارفارد للنساء بالدراسة في مؤسستها. فأرسل والدها ورئيس كلية ويلسلي رسائل إلى جامعة هارفارد يطلبون قبولها. ورغم أن هارفارد لم تعترف بكالكينز كطالبة، إلا أنها سمحت لها بحضور المحاضرات. قررت كالكينز حضور دروس في ملحق هارفارد (كان قديمًا لكلية رادكليف)، والذي درّس فيه جوزيه رويس. دفع رويس بكالكينز لتحضر دروسًا منتظمة ضمن جامعة هارفارد، يدرّسها وليام جيمس، مع الذكور بصفتهم زملاء. عارض رئيس جامعة هارفارد تشارلز ويليام إليوت فكرة أن تتعلم امرأة في نفس الغرفة مع الرجل. ولكن بضغط من جيمس ورويس، إلى جانب توسل والد ماري، سمح إليوت لكالكينز بالدراسة في الفصول النظامية، بشرط ألا يعترف بها كطالبة مسجلة.

## إنجازاتها
نشرت كالكينز أربعة كتب وأكثر من مائة دراسة في حياتها المهنية، في مجالي علم النفس والفلسفة. نُشر كتاب كالكينز الأول بعنوان «مقدمة في علم النفس» في عام 1901. وعبّرت في كل من الكتابين «المشاكل المستمرة في الفلسفة (1907)» و«الرجال الأخيار والخير» عن آرائها الفلسفية. اهتمت كالكينز بالذاكرة ولاحقًا بمفهوم الذات. وأمضت عدة سنوات محاولةً تعريف فكرة الذات، لكنها توصلت إلى أنها فكرة غير قابلة للتعريف بأي طريقة. صرحت أنه على الرغم من أن الذات غير قابلة للتعريف، إلا أنها «الكمال، واحدة من عدة شخصيات...كائن فريد بمعنى أنني أنا وأنت أنت..."
في عام 1903، حازت كالكينز على المرتبة الثانية عشرة في قائمة أفضل خمسين عالم نفس، وهو إنجاز حصل بعد أن طلب جيمس مكين كاتيل من عشرة علماء نفس تصنيف زملائهم الأمريكيين حسب الاستحقاق. انتُخِبت رئيسة لجمعية علم النفس الأمريكية في عام 1905 ورئيسة للجمعية الفلسفية الأمريكية في عام 1918. وكانت أول امرأة تشغل منصبًا في كلا المجتمعين. نالت الدكتوراه الفخرية في الآداب عام 1909 من جامعة كولومبيا وشهادة دكتوراه في الحقوق عام 1910 من كلية سميث. كانت أيضًا أول امرأة تُنتخب لعضوية فخرية في جمعية علم النفس البريطانية. خدمت كالكينز كعضوة هيئة تدريسية في كلية ويلسلي لأربعين عامًا حتى تقاعدت في عام 1929. توفيت كالكينز في عام 1930 بعد كتابة أربعة كتب وأكثر من مئة دراسة مقسمة بالتساوي بين مجالي علم النفس والفلسفة. وهي معروفة بإنجازاتها في مجال علم النفس ونضالها لتحقيق هذه الانجازات. بعد رفض هارفارد إعطاءها درجة جامعية، تابعت كالكينز العمل والكفاح لتحقيق المساواة.

## وصلات خارجية
- ماري ويتون كالكينز على موقع الموسوعة البريطانية (الإنجليزية)
- مؤلفات ماري ويتون كالكينز في مشروع غوتنبرغ